# British Touring Car Championship
British Touring Car Championship (BTCC, w latach 1958–1986 jako British Saloon Car Championship)  – mistrzostwa samochodów turystycznych organizowane przez TOCA od 1958 w Wielkiej Brytanii. Podczas sezonu odbywa się w sumie około 10 rund złożonych z trzech wyścigów każda, na torach wyścigowych położonych w Wielkiej Brytanii.

## Historia
Seria powstała w 1958 roku z inicjatywy Kena Gregory’ego, ówcześnie znanego jako menedżer Stirlinga Mossa.
Początkowo zawody odbywały się w wielu klasach, ustalanych według pojemności silnika oraz podobieństwa wyścigowego. Często oznaczało to, że po wybraniu odpowiedniej klasy pojazdu, zawodnik był w stanie wygrać generalną klasyfikację (w swojej kategorii), nie zajmując czołowych miejsc w klasyfikacji Open. Obecnie podział na różne klasy jeżdżące w tym samym wyścigu jednocześnie stosowany jest w wyścigach endurance, zarówno motocyklowych, jak i samochodowych (np. 24h Le Mans).
W 1990 roku seria BTCC zaczęła startować w samochodach z silnikami 2.0 litra. W latach późniejszych wprowadzono je również w innych seriach samochodów turystycznych, w całej Europie, jako klasę samochodów superturystycznych – Super 2000. BTCC organizowało wyścigi samochodów klasy Supertouring do roku 2000. W 2001 wprowadziło własne regulacje dotyczące samochodów biorących udział w zawodach. Bazowały one jednak na S2000. W latach dwutysięcznych w BTCC startowały jednak prostsze samochody. W serii brało udział kilka teamów fabrycznych oraz kilku kierowców spoza Wielkiej Brytanii.

## Samochody

### Regulacje FIA
Next Generation Touring Car – NGTC. Nowy zestaw regulacji FIA, ustalony specjalnie dla brytyjskiej serii samochodów turystycznych. Obecnie korzysta z niego również szwedzkie STCC. Stworzony w celu przyspieszenia rozwoju sportu oraz zmniejszenia kosztów. W 2013 roku główną klasą aut startujących w serii były samochody spełniające powyższe przepisy. Drugą kategorią były auta będące hybrydą poprzednich przepisów (Super 2000) i NGTC. Od 2014 roku w serii BTCC startują wyłącznie auta spełniające wymogi NGTC.

### Modele
W 2015 roku w serii BTCC brały udział:
- Audi A4 sedan
- BMW 1
- Chevrolet Cruze sedan
- Ford Focus hatchback
- Honda Civic hatchback
- Infiniti Q50
- Mercedes-Benz klasa A
- MG 6
- Proton Gen-2
- Toyota Avensis
- Volkswagen CC

## Tory
Zawody odbywają się na dziewięciu torach (2015), znajdujących się na terenie Wielkiej Brytanii:
- Brands Hatch (Indy Circuit wiosną oraz Grand Prix Circuit jesienią)
- Croft Circuit
- Donington Park (National Circuit)
- Knockhill Racing Circuit
- Outlon Park (Island Circuit)
- Rockingham Motor Speedway (International Super Sports Car Circuit)
- Silverstone Circuit
- Snetterton Motor Racing Circuit (300 Circuit)
- Thruxton Circuit

W przeszłości zawody odbywały się również na innych torach Zjednoczonego Królestwa oraz na jednym torze w Irlandii:
- Aintree Motor Racing Circuit
- Birmingham Superprix
- Crystal Palace Circuit
- Goodwood Circuit
- Mondello Park (Irlandia)
- Pembrey Circuit

## Punktacja
| Punktacja (od 2012) | Punktacja (od 2012) | Punktacja (od 2012) | Punktacja (od 2012) | Punktacja (od 2012) | Punktacja (od 2012) | Punktacja (od 2012) | Punktacja (od 2012) | Punktacja (od 2012) | Punktacja (od 2012) | Punktacja (od 2012) | Punktacja (od 2012) | Punktacja (od 2012) | Punktacja (od 2012) | Punktacja (od 2012) | Punktacja (od 2012) |
| ------------------- | ------------------- | ------------------- | ------------------- | ------------------- | ------------------- | ------------------- | ------------------- | ------------------- | ------------------- | ------------------- | ------------------- | ------------------- | ------------------- | ------------------- | ------------------- |
| Miejsce             | 1                   | 2                   | 3                   | 4                   | 5                   | 6                   | 7                   | 8                   | 9                   | 10                  | 11                  | 12                  | 13                  | 14                  | 15                  |
| Punkty              | 20                  | 17                  | 15                  | 13                  | 11                  | 10                  | 9                   | 8                   | 7                   | 6                   | 5                   | 4                   | 3                   | 2                   | 1                   |

Ponadto przewidziany jest dodatkowy 1 pkt za każde z następujących osiągnięć:
- Pole Position w pierwszym wyścigu
- Najszybsze okrążenie w wyścigu
- Zdublowanie wszystkich przeciwników

## Formuła zawodów
Zawody składają się z weekendów wyścigowych. W sobotę przeprowadzane są 2 sesje treningowe oraz  1 sesja kwalifikacyjna (30 minut). W niedzielę odbywają się 3 wyścigi. Ustawienie na polach startowych wygląda następująco: pierwszy wyścig – ustawienie według czasów z sobotnich kwalifikacji. W drugim wyścigu zawodnicy ustawiają się według najlepszych czasów jednego okrążenia z pierwszego wyścigu. W wyścigu trzecim pierwszych dziesięciu zawodników z pierwszego wyścigu startuje w odwróconej kolejności.
Każdy wyścig składa się z 16 do 25 okrążeń, zależnie od długości toru. Nie ma obowiązku zjazdu do boksów. Dodatkowo wyścig może zostać przedłużony o maksymalnie 3 okrążenia, jeżeli minimum 3 były pokonywane za samochodem bezpieczeństwa.
Wszystkie rundy odbywają się ze startu zatrzymanego.

## Zwycięzcy serii

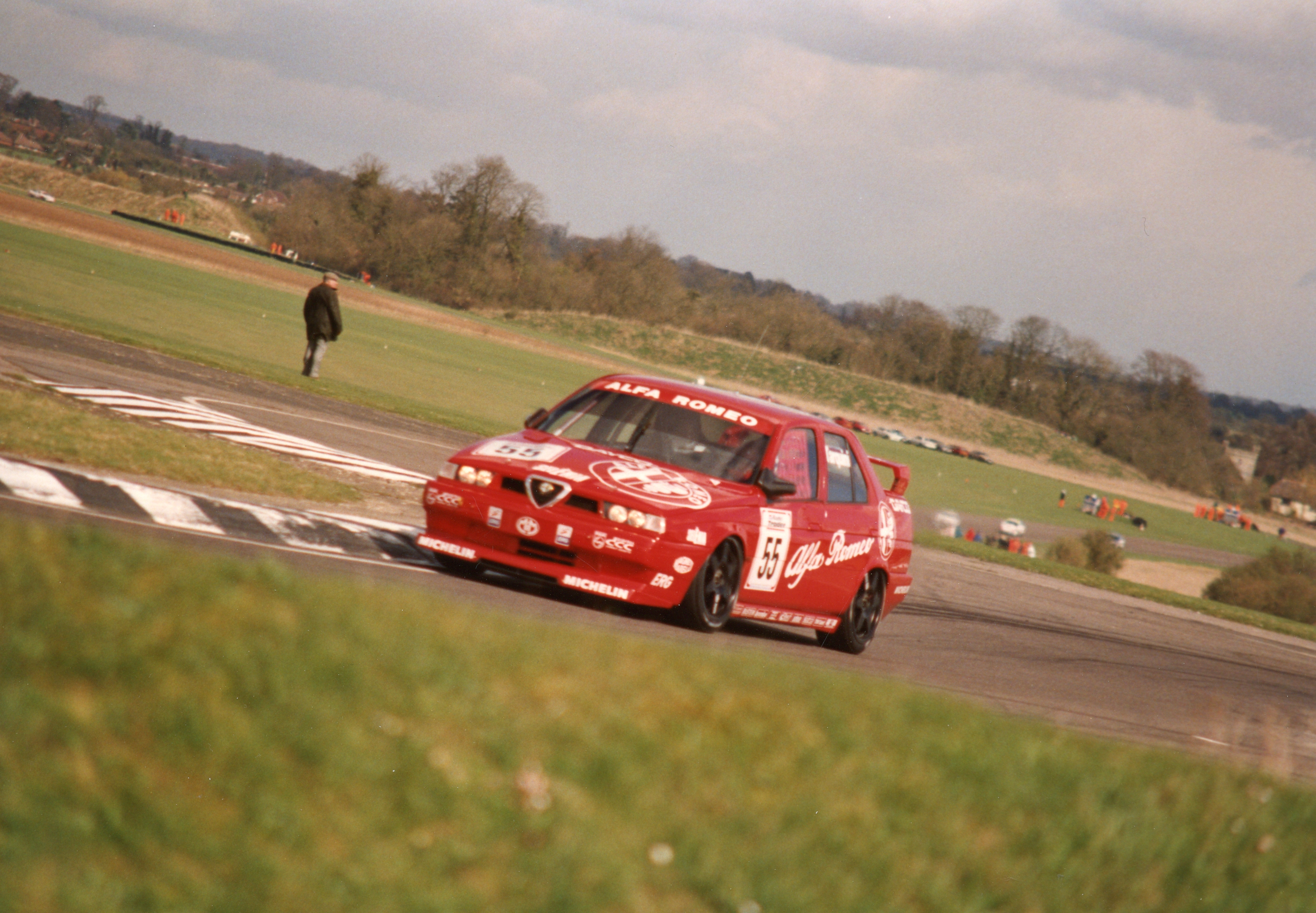
Alfa Romeo 155 Gabriele'a Tarquini, zwycięzcy BTCC 1994

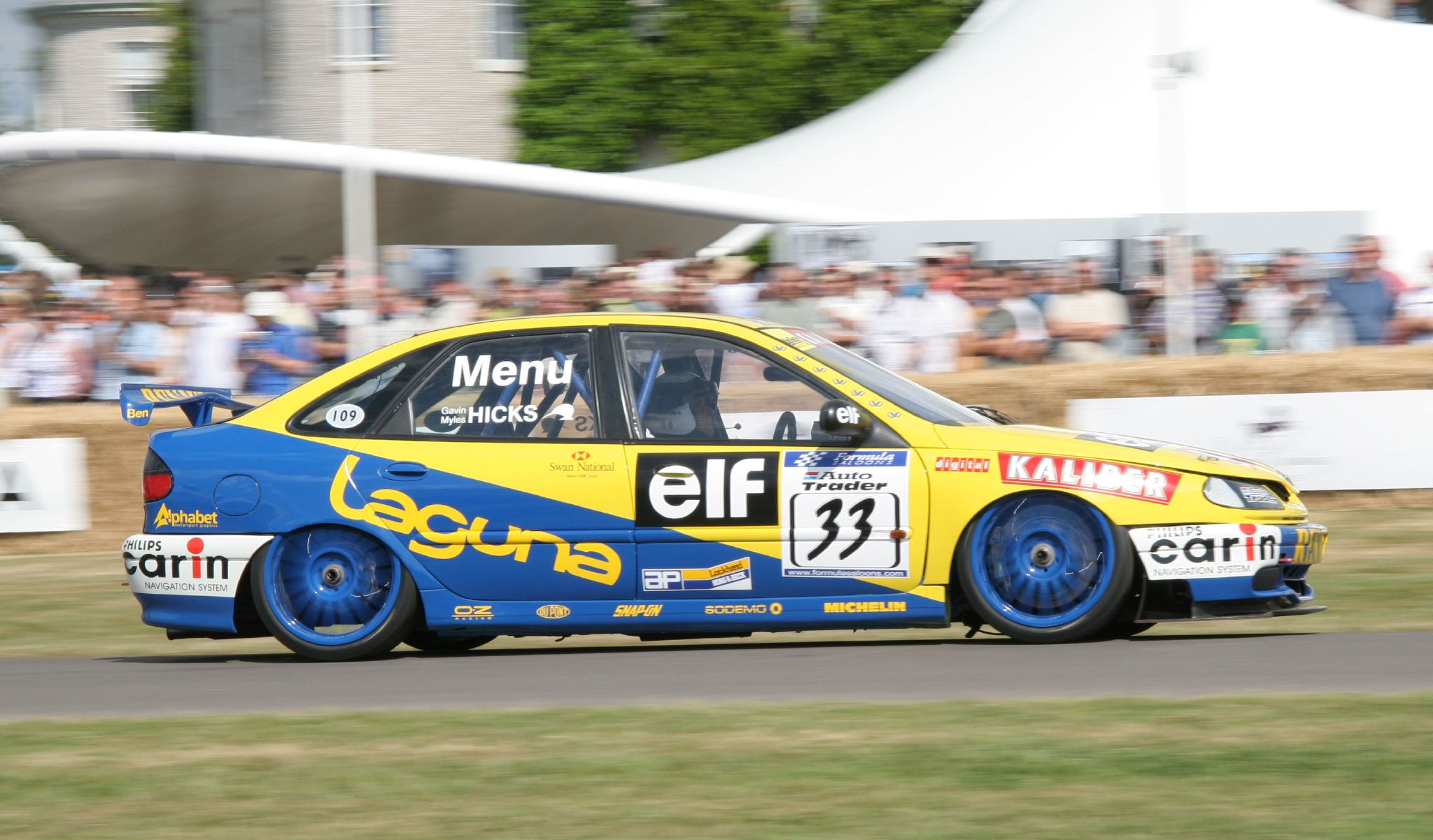
Renault Laguna Alaina Menu, zwycięzcy BTCC 1997

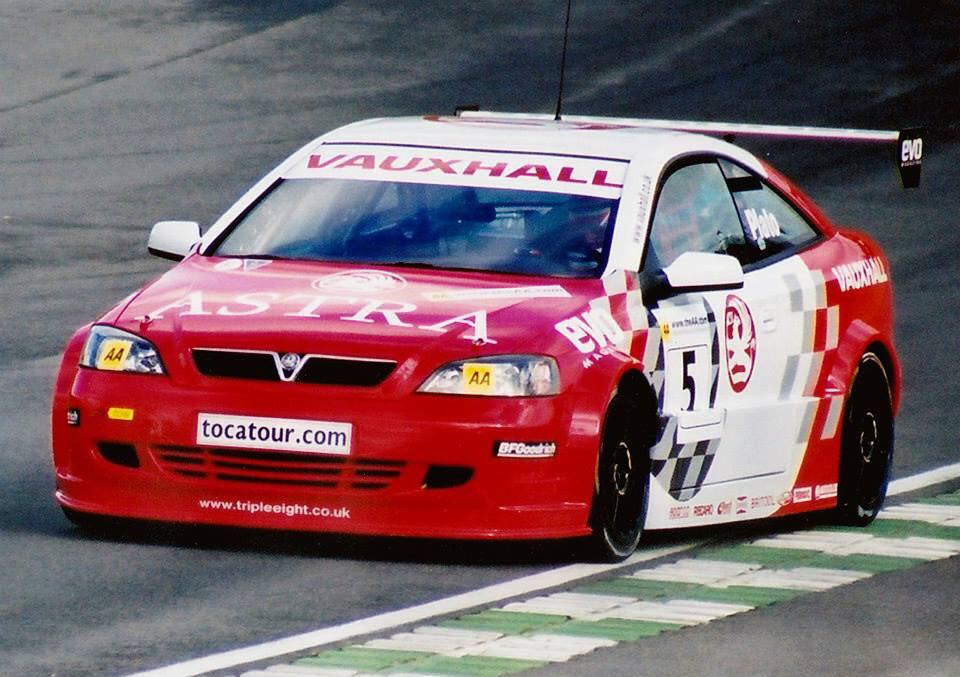
Vauxhall Astra Jasona Plato, zwycięzcy BTCC 2001

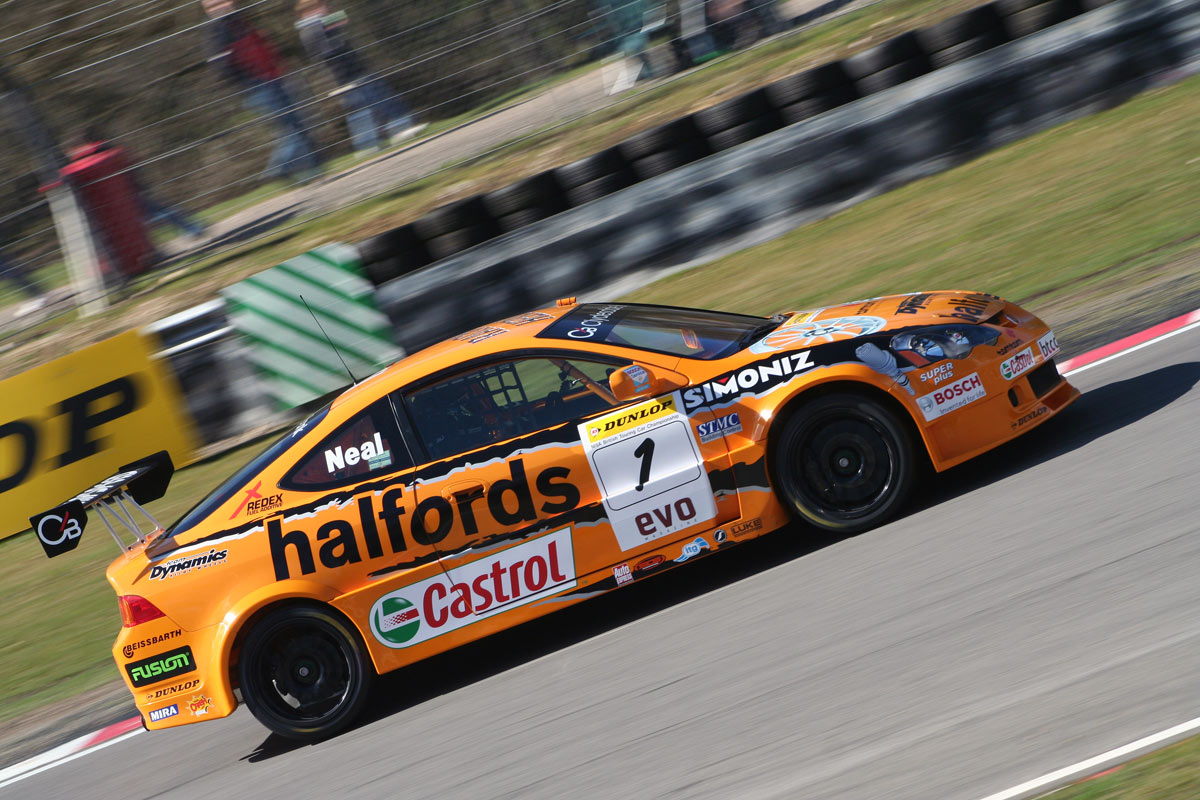
Honda Integra Matta Neila, zwycięzcy BTCC 2006

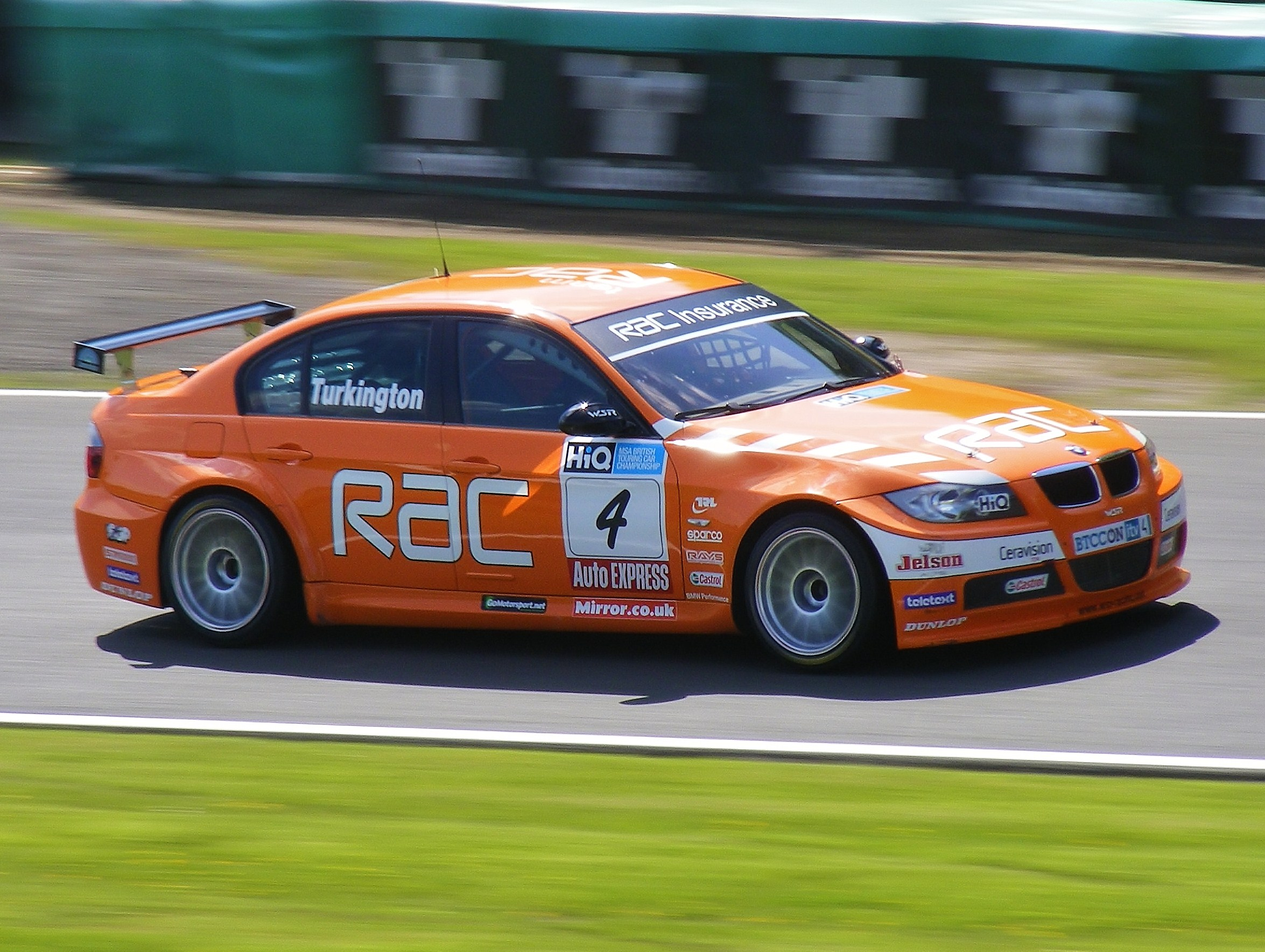
BMW 3 Colina Turkingtona, zwycięzcy BTCC 2009

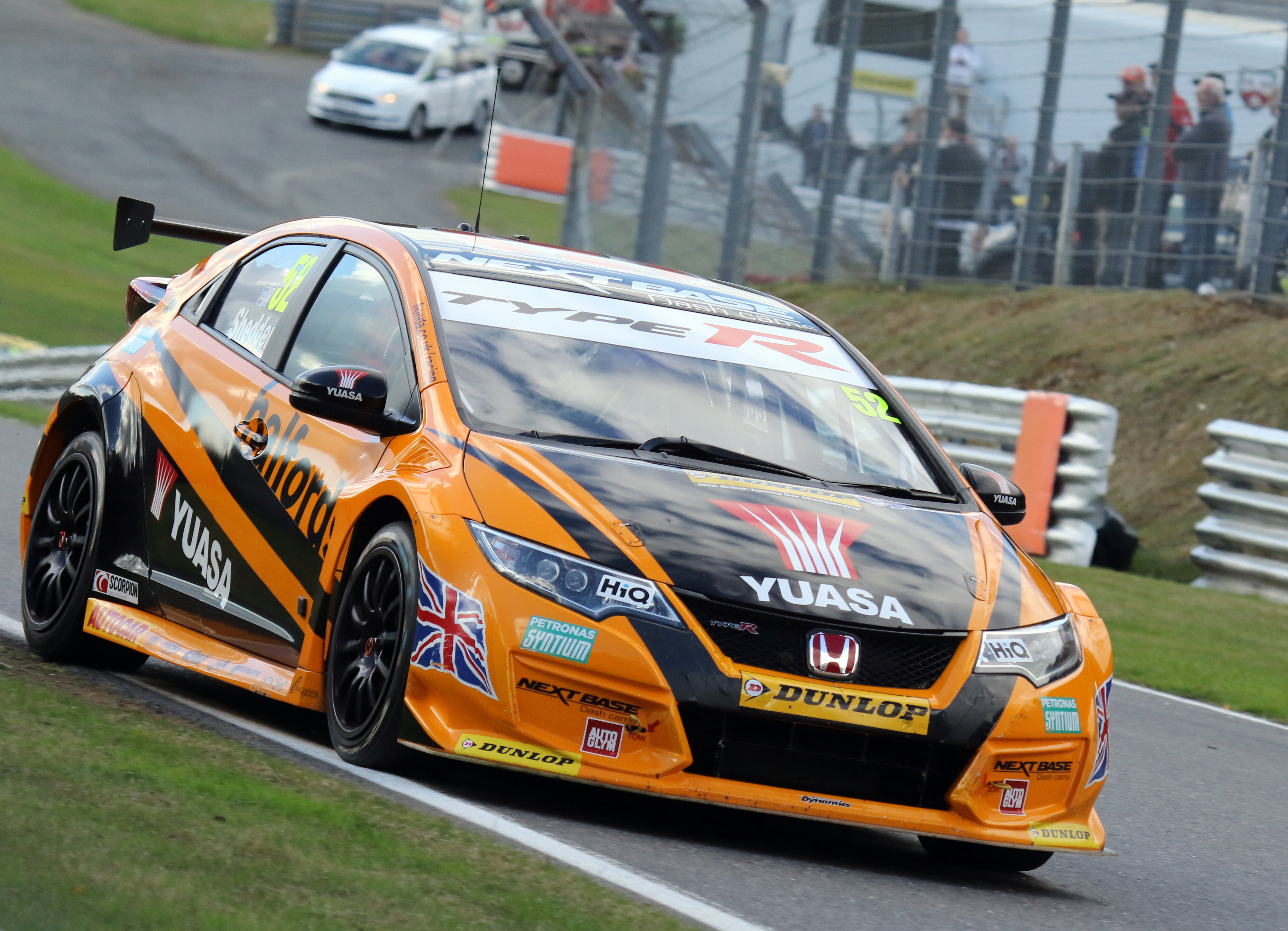
Honda Civic Gordona Sheddona, zwycięzcy BTCC 2016

| Rok  | Kierowca            | Samochód               |
| ---- | ------------------- | ---------------------- |
| 1958 | Jack Sears          | Austin 105 Westminster |
| 1959 | Jeff Uren           | Ford Zephyr            |
| 1960 | Doc Shepherd        | Austin A40             |
| 1961 | John Whitmore       | Mini                   |
| 1962 | John Love           | Mini Cooper            |
| 1963 | Jack Sears          | Lotus Cortina          |
| 1964 | Jim Clark           | Lotus Cortina          |
| 1965 | Roy Pierpoint       | Ford Mustang           |
| 1966 | John Fitzpatrick    | Ford Anglia            |
| 1967 | Frank Gardner       | Ford Falcon Sprint     |
| 1968 | Frank Gardner       | Ford Escort TC         |
| 1969 | Alec Poole          | Mini Cooper S          |
| 1970 | Bill McGovern       | Sunbeam Imp Sport      |
| 1971 | Bill McGovern       | Sunbeam Imp Sport      |
| 1972 | Bill McGovern       | Sunbeam Imp Sport      |
| 1973 | Frank Gardner       | Chevrolet Camaro       |
| 1974 | Bernard Unett       | Hillman Avenger        |
| 1975 | Andy Rouse          | Triumph Dolomite       |
| 1976 | Bernard Unett       | Chrysler Avenger GT    |
| 1977 | Bernard Unett       | Chrysler Avenger GT    |
| 1978 | Richard Longman     | Mini 1275 GT           |
| 1979 | Richard Longman     | Mini 1275 GT           |
| 1980 | Win Percy           | Mazda RX-7             |
| 1981 | Win Percy           | Mazda RX-7             |
| 1982 | Win Percy           | Toyota Corolla         |
| 1983 | Andy Rouse          | Alfa Romeo GTV6        |
| 1984 | Andy Rouse          | Rover 3500 Vitesse     |
| 1985 | Andy Rouse          | Ford Sierra XR4ti      |
| 1986 | Chris Hodgetts      | Toyota Corolla         |
| 1987 | Chris Hodgetts      | Toyota Corolla         |
| 1988 | Frank Sytner        | BMW M3                 |
| 1989 | John Cleland        | Vauxhall Astra GTE     |
| 1990 | Robb Gravett        | Ford Sierra RS500      |
| 1991 | Will Hoy            | BMW M3                 |
| 1992 | Tim Harvey          | BMW 318i               |
| 1993 | Joachim Winkelhock  | BMW 318i               |
| 1994 | Gabriele Tarquini   | Alfa Romeo 155 TS      |
| 1995 | John Cleland        | Vauxhall Cavalier      |
| 1996 | Frank Biela         | Audi A4 Quattro        |
| 1997 | Alain Menu          | Renault Laguna         |
| 1998 | Rickard Rydell      | Volvo S40              |
| 1999 | Laurent Aïello      | Nissan Primera         |
| 2000 | Alain Menu          | Ford Mondeo            |
| 2001 | Jason Plato         | Vauxhall Astra Coupé   |
| 2002 | James Thompson      | Vauxhall Astra Coupé   |
| 2003 | Yvan Muller         | Vauxhall Astra Coupé   |
| 2004 | James Thompson      | Vauxhall Astra Coupé   |
| 2005 | Matt Neal           | Honda Integra Type R   |
| 2006 | Matt Neal           | Honda Integra Type R   |
| 2007 | Fabrizio Giovanardi | Vauxhall Vectra        |
| 2008 | Fabrizio Giovanardi | Vauxhall Vectra        |
| 2009 | Colin Turkington    | BMW 3 E90              |
| 2010 | Jason Plato         | Chevrolet Cruze        |
| 2011 | Matt Neal           | Honda Civic            |
| 2012 | Gordon Shedden      | Honda Civic            |
| 2013 | Andrew Jordan       | Honda Civic            |
| 2014 | Colin Turkington    | BMW 1 M Sport          |
| 2015 | Gordon Shedden      | Honda Civic Type R     |
| 2016 | Gordon Shedden      | Honda Civic Type R     |
| 2017 | Ashley Sutton       | Subaru Levorg GT       |